# Fiocchetto (salume)
Il fiocchetto, chiamato anche fiocco di culatello, è un salume che si ricava dalla carne del maiale riconosciuto come "prodotto agroalimentare tradizionale italiano" tipico dell'Emilia-Romagna.

## Zona di produzione
La zona di produzione del fiocchetto si localizza nell'Emilia occidentale in particolare nella Bassa parmense, nelle zone dove viene prodotto il culatello, e in alcune zone della provincia di Piacenza, assimilabili alla Bassa piacentina.

## Preparazione
Il fiocchetto si ricava a partire dal taglio di carne minore che si ottiene dalla coscia posteriore del suino, essendo infatti la posizione del femore asimmetrica nell'arto, al termine della disossatura si ottengono due tagli di carni di dimensioni differenti, quello più grande e più ricco di grasso è destinato alla produzione del culatello, quello più piccolo e più magro viene lavorato per essere trasformato in fiocchetto.
Il procedimento di lavorazione del fiocchetto è identico a quello del culatello: a seguito della disossatura, il pezzo di carne viene legato in modo molto stretto per far aderire perfettamente la carne, procedendo poi alla rifilatura del pezzo per donare al fiocchetto la forma voluta. Le rifilature del fiocchetto insieme a quelle del culatello vengono poi utilizzate nella preparazione dello strolghino.
Terminata la prima fase di legatura, si procede alla fase di salatura: il fiocchetto viene posto in celle climatizzare e la carne viene cosparsa e massaggiata con una miscela di sale e pepe, operazione ripetuta dopo alcuni giorni (in questo caso solo con il sale). Dopo la salatura si procede a inserire la carne dentro alla vescica di suino opportunamente lavata con acqua e aceto, quindi viene legato con estrema cura e lasciato sgocciolare per alcuni giorni.
La stagionatura si divide in due fasi: una prima di asciugatura e una seconda di stagionatura vera e propria. A differenza del culatello, data la minor dimensione del pezzo di carne, il fiocchetto richiede un tempo di stagionatura inferiore che mediamente è di 7-8 mesi.

## Conservazione e preparazione al consumo
Il fiocchetto intero va conservato in un luogo fresco e asciutto. Prima del taglio sarebbe consigliabile ammorbidirlo lasciandolo immerso una notte in un recipiente colmo di acqua fredda e, una volta tagliato, deve essere conservato in frigorifero avvolto in un panno inumidito per evitare che si secchi esternamente.

## Utilizzi
Il fiocchetto normalmente viene degustato come antipasto; spesso è servito, come il culatello, con alcuni riccioli di burro.